# Katinovac
Katinovac – wieś w Chorwacji, w żupanii sisacko-moslawińskiej, w gminie Topusko. W 2011 roku liczyła 90 mieszkańców.